# Svetozar Ćorović
Svetozar Ćorović (serbisch-kyrillisch Светозар Ћоровић; * 29. Mai 1875 in Mostar; † 17. April 1919 in Mostar) war ein Schriftsteller.

## Leben
Er besuchte die Handelsschule in Mostar. Ćorović begründete die Zeitschrift Zora und war Redakteur der Zeitschrift Narod.

## Werke
Ćorović gilt als einer der bedeutendsten Autoren der Herzegowina. Er begann zunächst mit patriotischer Lyrik, verfasste auch Dramen, ist aber am wichtigsten durch seine Romane und Erzählungen, in denen er realistisch das Leben und die konfessionelle und gesellschaftliche Problematik seiner Heimat schildert. Als Hauptwerk gilt der Roman Stojan Mutikaša, in dem die Entwicklung eines Bauernjungen zum kleinbürgerlichen Parvenü erzählt wird.
- Poletarke, Gedichte 1894
- Krvni mir, Erzählungen 1897
- Razoreno gnijezdo, Erzählungen 1898
- Iz moje domovine, Erzählungen 1898
- Ženidba P. Karantana, Roman 1905
- Majčina sultanija, Roman 1906
- Stojan Mutikaša, Roman, 1907; Verfilmung: Jugoslawien 1956
- Moji poznanici, Novellen 1909
- U časovima odmora, Novellen 4 Bde. 1910
- Zulumćar, Drama 1911; Vertonung: Petar Krstić, 1927
- Komšije, Novellen 1912
- Jarani, Roman 1913
- U ćelijama, Roman 1913
- Ajša, Drama
- Brdani, Novelle 1919
- Medu svojima, Roman 1921
- Celokupna dela, 4 Bde. 1932
- Sabrana djela, 10 Bde. 1967

Es gibt kaum Übersetzungen ins Deutsche. Erschienen sind:
- Liebe und Leben im Herzogland. Elf Erzählungen, 1906
- Daša, Erzählung 1932

| Personendaten    | Personendaten             |
| ---------------- | ------------------------- |
| NAME             | Ćorović, Svetozar         |
| KURZBESCHREIBUNG | serbischer Schriftsteller |
| GEBURTSDATUM     | 29. Mai 1875              |
| GEBURTSORT       | Mostar                    |
| STERBEDATUM      | 17. April 1919            |
| STERBEORT        | Mostar                    |